# Тупело (Оклахома)
Тупело (енгл. Tupelo) град је у америчкој савезној држави Оклахома.

## Демографија
По попису из 2010. године број становника је 329, што је 48 (-12,7%) становника мање него 2000. године.
| Група             | 2000.       | 2010.       |
| Белци             | 261 (69,2%) | 210 (63,8%) |
| Афроамериканци    | 2 (0,5%)    | 0 (0,0%)    |
| Азијати           | 0 (0,0%)    | 0 (0,0%)    |
| Хиспаноамериканци | 10 (2,7%)   | 6 (1,8%)    |
| Укупно            | 377         | 329         |